# Rosyjski Komitet Polityczny

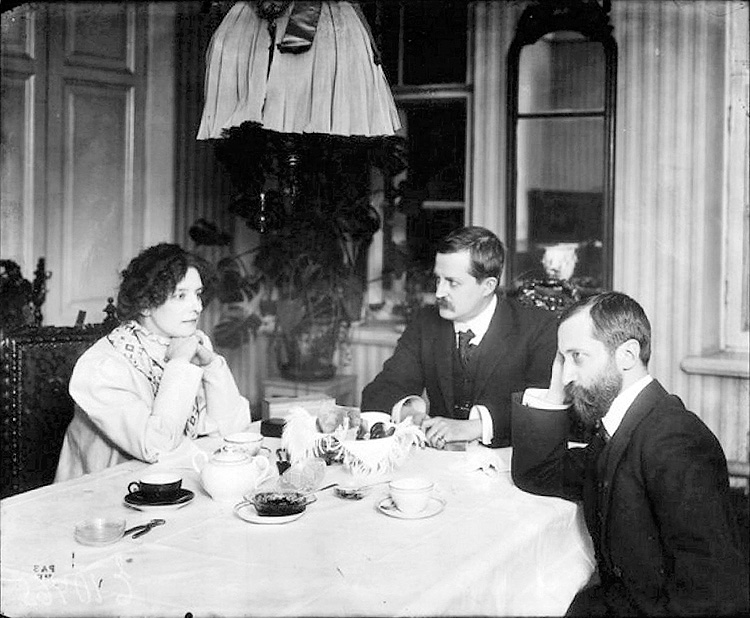
Zinaida Gippius, Dmitrij Fiłosofow i Dmitrij Mereżkowski, Warszawa 1920

Rosyjski Komitet Polityczny (Ewakuacyjny) – komitet antybolszewicko nastawionych Rosjan związanych przeważnie z Partią Socjalistów-Rewolucjonistów (eserowcami). Komitet został powołany w Warszawie za zgodą władz II Rzeczypospolitej w roku 1920, w trakcie trwania wojny polsko-bolszewickiej i u schyłku wojny domowej w Rosji. 
Przewodniczącym komitetu był Borys Sawinkow. W skład Komitetu wchodzili m.in. Dmitrij Fiłosofow (wiceprzewodniczący), Nikołaj Czajkowski, Dmitrij Mereżkowski, Zinaida Hippius, Nikołaj Bułanow, Fiodor Rodiczew. Komitet miał siedzibę w Warszawie, tu też wydawał gazetę Za Swobodu.